# Tennesseellum
Tennesseellum formica es una especie de araña araneomorfa de la familia Linyphiidae. Es el único miembro del género monotípico Tennesseellum.

## Distribución
Se encuentra en  Estados Unidos y Canadá. También está presente en las Islas Marshall.